# Rusyfikacja Polaków w okresie zaborów

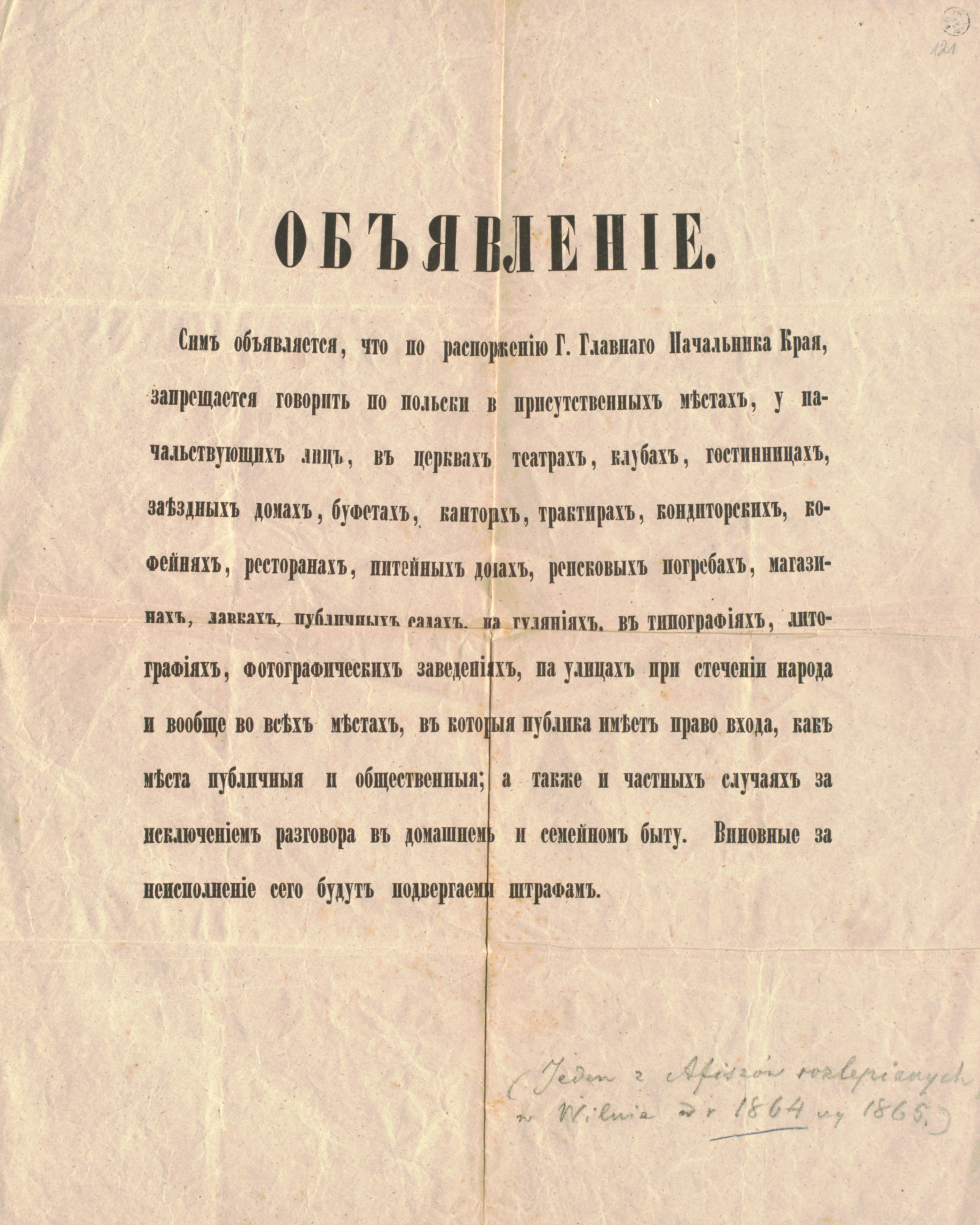
Obwieszczenie z 1868 roku informujące o wprowadzeniu na mocy rozporządzenia generał-gubernatora wileńskiego zakazu prowadzenia rozmów w języku polskim we wszystkich miejscach publicznych

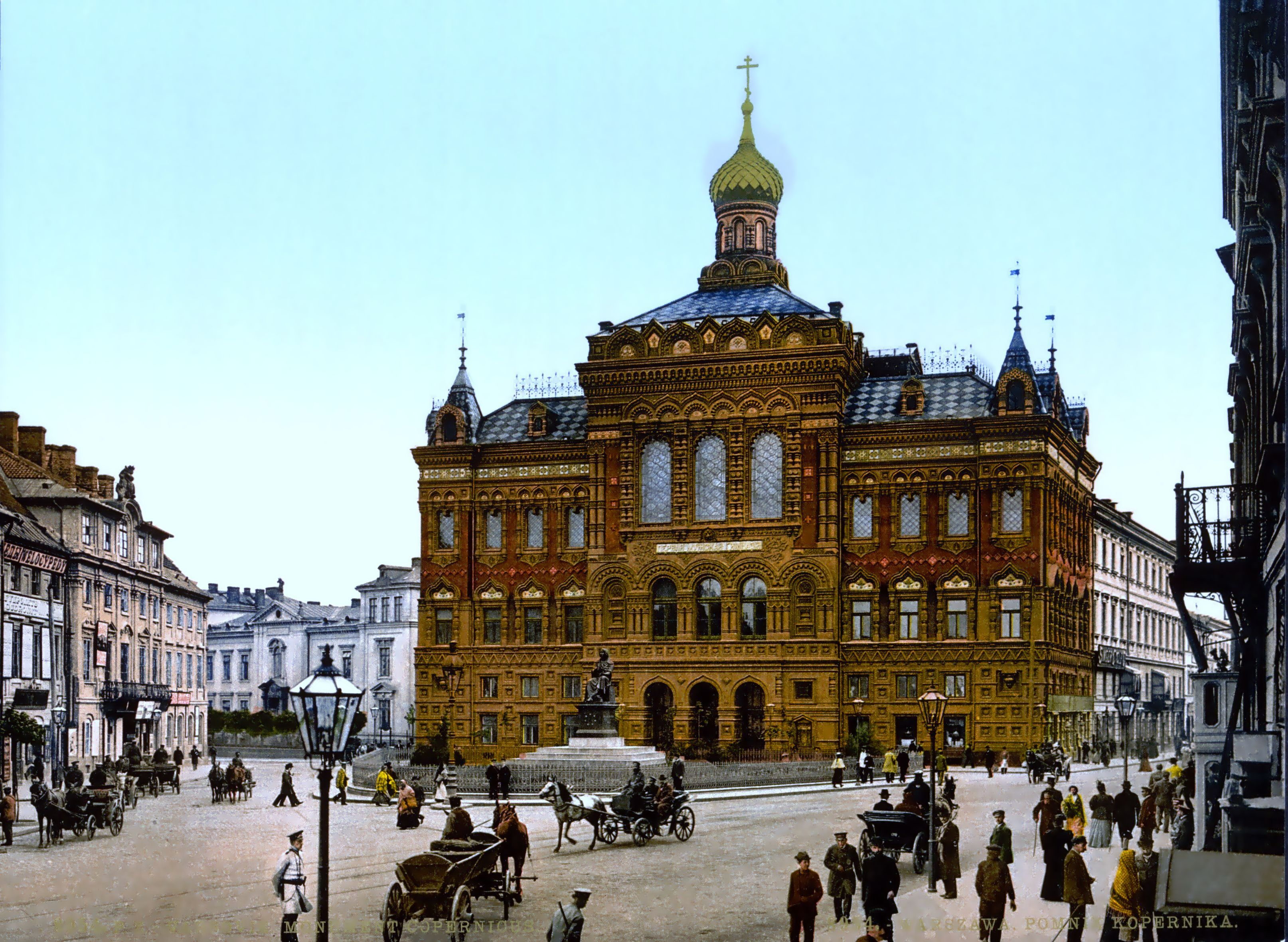
Fasada Pałacu Staszica po 1893 z urządzoną w nim cerkwią św. Tatiany Rzymianki w stylu bizantyjsko-rosyjskim jako przykład rusyfikacji architektury Warszawy

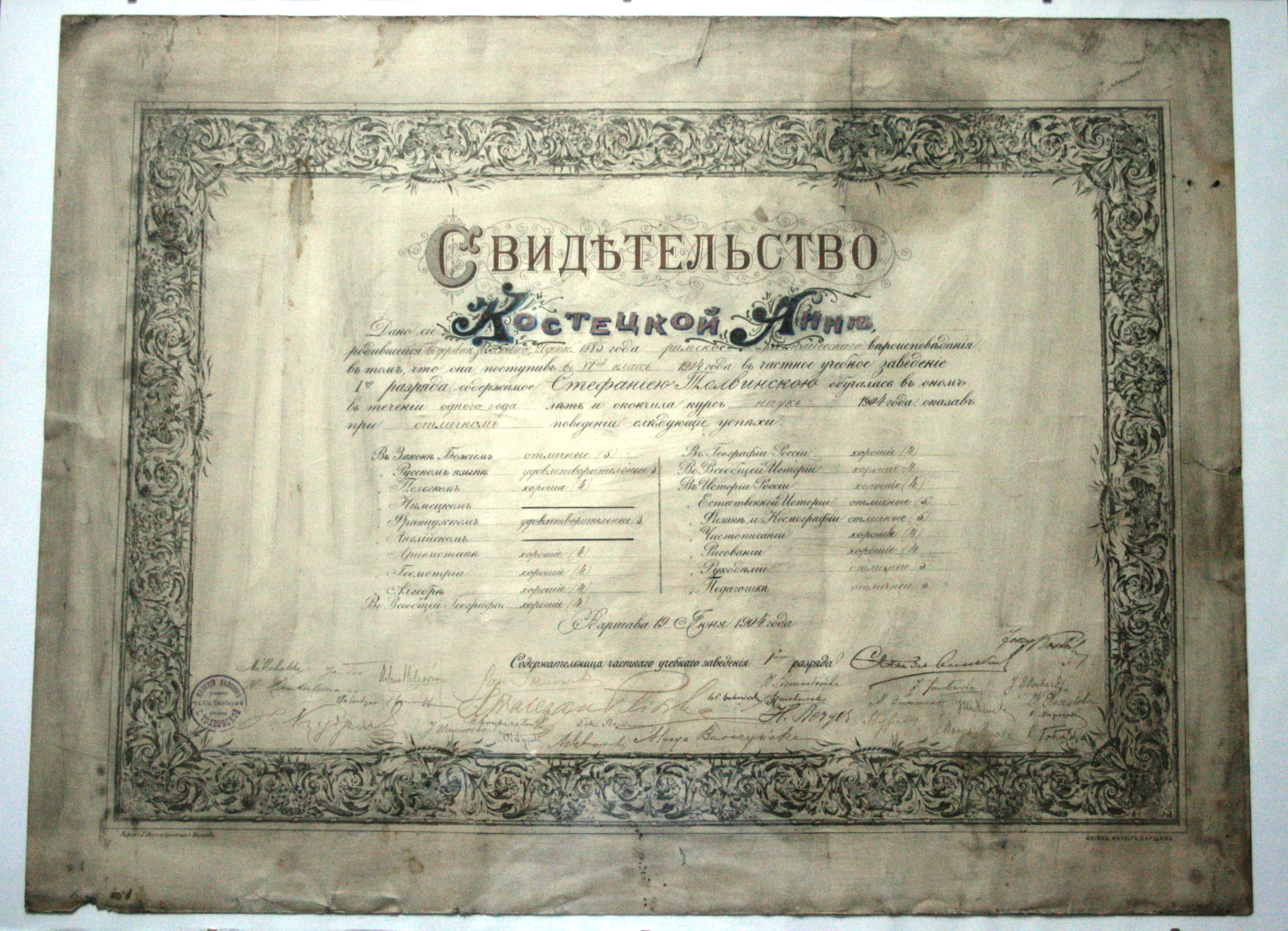
Świadectwo szkolne Anny Kosteckiej, Warszawa, 1904 rok

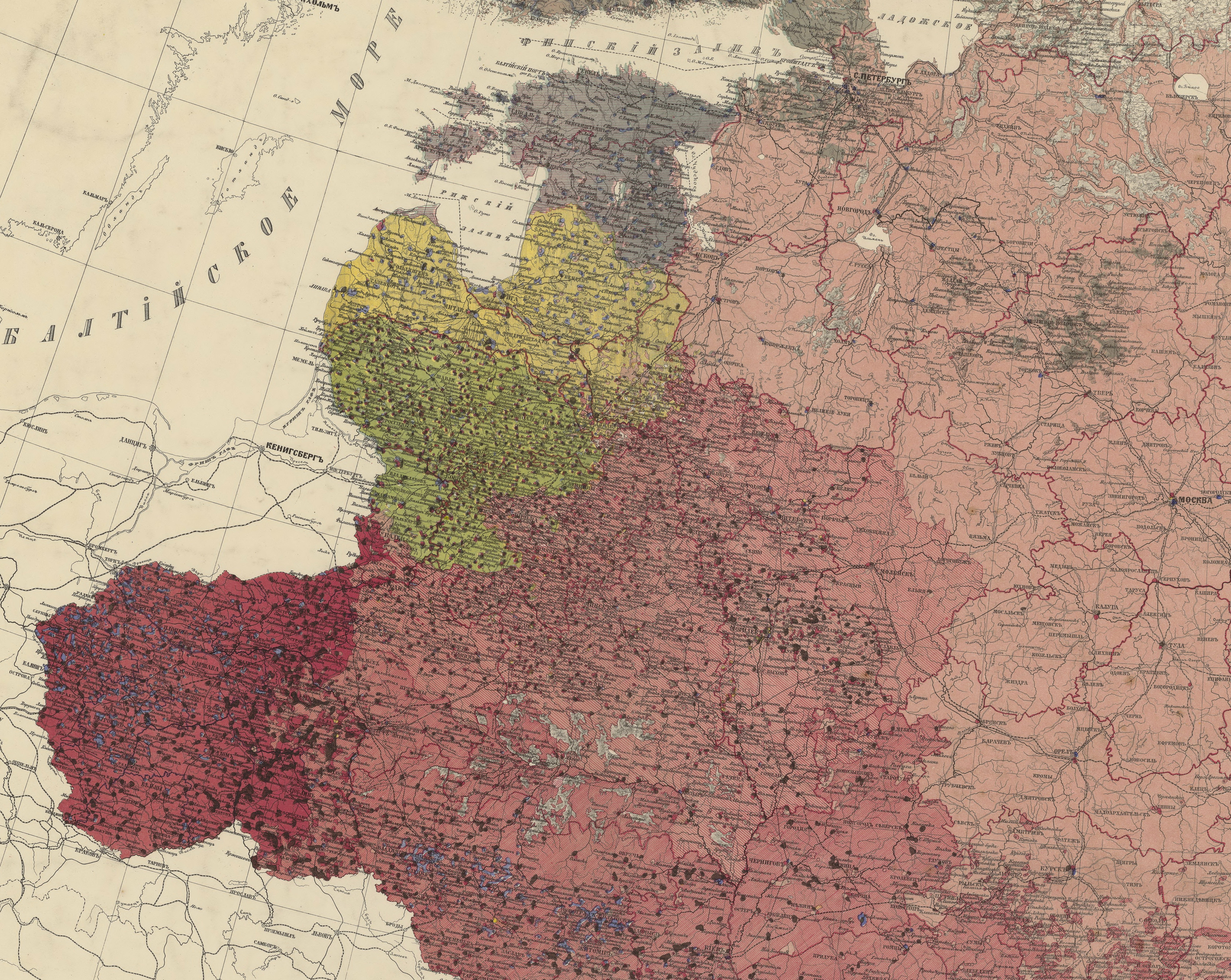
Mapa etnograficzna zachodniego pogranicza Imperium Rosyjskiego, w tym zaboru rosyjskiego (Aleksandr Rittich, 1875)

Rusyfikacja na ziemiach polskich w okresie zaborów – proces, w którym państwo rosyjskie dążyło do wynarodowienia Polaków poprzez stopniowe narzucanie języka, kultury, sztuki, religii prawosławnej i zwyczajów rosyjskich. Silnej rusyfikacji poddawano dzieci, ze względu na ich ubogą jeszcze znajomość kultury i języka polskiego.

## Rusyfikacja w Królestwie Polskim
Samowola wielkiego księcia Konstantego oraz łamanie Konstytucji Królestwa Polskiego przyczyniły się do powstawania tajnych związków, a następnie do wybuchu powstania listopadowego (1830–1831).
Początki rusyfikacji miały miejsce po upadku wcześniej wspomnianego powstania. Zniesiono wówczas konstytucję z 1815 roku (która zapewniała Królestwu Polskiemu odrębność państwową), w 1832 r. wprowadzono Statut Organiczny Królestwa Polskiego, zlikwidowano Sejm i odrębne wojsko polskie, wprowadzono zmiany prawne i instytucjonalne na wzór rosyjski, a uczestnikom powstania konfiskowano majątki ziemskie.
W 1833 wprowadzono stan wojenny w Królestwie Polskim. Na jego mocy szeroką władzą dysponowali rosyjscy naczelnicy wojskowi oraz namiestnik królewski Iwan Paskiewicz. Zachowana Rada Stanu do 1914 roku składała się w większości z Rosjan.
Stopniowo różne dziedziny życia podporządkowano kierownictwu centralnemu w Petersburgu. Zlikwidowano Uniwersytet Wileński, Liceum Krzemienieckie i inne polskie gimnazja.
W 1841 r. wprowadzono rosyjski system monetarny, a w 1847 r. rosyjski kodeks. Kolejnym posunięciem rusyfikacyjnym było poddanie Królestwa Polskiego pod władzę namiestnika carskiego Iwana Paskiewicza.
W 1837 r. polskie województwa, poprzednio występujące jako jednostki administracyjne Królestwa Kongresowego, nazwano guberniami na wzór nazewnictwa w Imperium Rosyjskim.
Zaostrzenie rusyfikacji nastąpiło po upadku powstania styczniowego. Wprowadzono ciągły stan wojenny, zrusyfikowano administrację i szkolnictwo, zlikwidowano Kościół unicki. W styczniu 1874 rosyjscy żołnierze zabili co najmniej 10 unitów w Drelowie i 13 w Pratulinie.
Wysiedlano i wywłaszczano Polaków. Początkowo rozpoczęto przekształcanie nazw polskich miast na rosyjskie, w 1869 r. została zamknięta Szkoła Główna Warszawska, na której miejscu utworzono Uniwersytet Cesarski z wykładowym językiem rosyjskim. W roku 1869 zlikwidowano także Puławski Instytut Politechniczny, powołując w jego miejsce Instytut Gospodarstwa Wiejskiego i Leśnictwa z wykładowym językiem rosyjskim. W 1869 r. nastąpiło dodatkowo zamknięcie wszystkich szkół powiatowych. Stopniowo, w latach 1869–1885, następowało całkowite wypieranie języka polskiego z systemu szkolnictwa, zakończone w 1885 r. sprowadzeniem go do roli języka dodatkowego i nieobowiązkowego. Tylko religii uczono po polsku. Wprowadzono podręczniki do historii autorstwa Dmitrija Iłowajskiego, które fałszując historię Polski, stawały się środkiem rusyfikacji. Także w szkołach ludowych wprowadzono naukę w języku rosyjskim. Ostatecznie zabraniano w szkołach nawet rozmawiać po polsku. Istniały również plany, aby w języku polskim wprowadzić alfabet rosyjski (→ polska cyrylica).
Budżet Królestwa włączono do ogólnego budżetu Cesarstwa Rosyjskiego. Od 1874 roku urząd namiestnika zastąpiono stanowiskiem generała–gubernatora, który był zarazem dowódcą warszawskiego okręgu wojskowego obejmującego cały obszar Królestwa Polskiego.
Symbolem ówczesnych represji stał się rosyjski kurator okręgu warszawskiego Aleksandr Apuchtin, który wprowadził do miejsc nauczania m.in. system donosów i szpiclowania uczniów, który stał się podstawą systemu policyjnego w szkołach.
Także od 1869 r. język rosyjski stał się jedynym oficjalnym w sądownictwie i administracji. W 1875 r. dotychczasowa polska procedura sądowa została zniesiona na rzecz rosyjskiej. Do czasu I wojny światowej obowiązywały w Królestwie prawa wyjątkowe, na mocy których generał-gubernator mógł oddać pod sąd wojenny osoby cywilne lub zsyłać w głąb Rosji Polaków „politycznie podejrzanych” bez postępowania sądowego. W 1885 r. Bank Polski został włączony do Rosyjskiego Banku Państwa.
Rewolucja 1905 roku przyczyniła się do uzyskania ograniczonych swobód, m.in. zezwolono na tworzenie polskich stowarzyszeń naukowych i kulturalnych, Królestwo Polskie uzyskało przedstawicielstwo w rosyjskiej Dumie Państwowej (Koło Polskie).

## Rusyfikacja na ziemiach zabranych
Bardziej radykalne metody rusyfikacyjne zastosowano na ziemiach zabranych, ziemiach I Rzeczypospolitej zajętej przez Imperium Rosyjskie po rozbiorach i wcielonych bezpośrednio do państwa rosyjskiego. Zamknięto Uniwersytet Wileński i Liceum Krzemienieckie, jako karę za udział ich studentów i uczonych w powstaniu listopadowym.
Ukazem cara Mikołaja I w latach 1832–1834 z terenów Wołynia i Podola zostało wysiedlonych w głąb Rosji kilkanaście tysięcy polskich rodzin. W 1839 r. zlikwidowano Kościół unicki, a jego księży i wiernych zmuszano do przejścia na prawosławie. Stosowano ograniczenia i restrykcje w stosunku do kościoła rzymskokatolickiego, konfiskując masowo jego majątki jako karę za popieranie powstania styczniowego. Konfiskaty majątków stosowano także wobec uczestników powstania i właścicieli majątków ziemskich, na których także nakładano specjalne podatki. Wprowadzono także zakaz nabywania ziemi przez Polaków. Zlikwidowano całkowicie polskie teatry, czasopisma, szkoły i stowarzyszenia.
Najsilniejsze tendencje rusyfikacyjne wystąpiły na Litwie, Białorusi i Ukrainie, gdzie rusyfikacja skierowana była przeciwko Polakom, ale również przeciwko innym narodom.

## Rusyfikacja w literaturze
Szeroko rozumiany motyw rusyfikacji na ziemiach polskich podejmuje wiele utworów literackich. Przykładowe dzieła to:
- Syzyfowe prace Stefana Żeromskiego[16]
- Z pamiętnika poznańskiego nauczyciela Henryka Siekiewicza (w pierwszej wersji akcja utworu (pod tytułem Z pamiętnika korepetytora) dzieje się  w zaborze rosyjskim, ale ze względu na cenzurę autor musiał przenieść miejsce wydarzeń do Poznania i przystosować do realiów zaboru pruskiego)[17]
- Dziady cz. III Adama Mickiewicza[18]
- Pan Tadeusz Adama Mickiewicza[19]
- Nad Niemnem Elizy Orzeszkowej[20]
- Gloria victis Elizy Orzeszkowej[21]